# Pravoslavna ohridska arhiepiskopija
 Ovo je glavno značenje pojma Pravoslavna ohridska arhiepiskopija. Za druga značenja pogledajte Ohridska arhiepiskopija (razdvojba).
Pravoslavna ohridska arhiepiskopija je autonomna crkva u Sjevernoj Makedoniji. Kanonski je vezana uz Srpsku pravoslavnu Crkvu. To je jedina kanonski priznata pravoslavna crkva u Sjevernoj Makedoniji. 1967. godine je samoproglašena Makedonska pravoslavna Crkva. 2018. godine patrijarh SPC Irinej odbacuje pokušaje Bugarske pravoslavne Crkve da posreduje u kanonskom priznanju Makedonske pravoslavne Crkve.
Državne vlasti Sjeverne Makedonije ne žele službeno registrirati Pravoslavnu ohridsku arhiepiskopiju, jer Makedonska pravoslavna Crkva – Ohridska arhiepiskopija također koristi djelomično isto ime. 2017. godine je Europski sud za ljudska prava donio presudu gdje utvrđuje da su državne vlasti izašle iz okvira svojih ovlasti, miješajući se u crkvene odnose više nego što je dopustivo.

## Vanjske poveznice
- Službena stranica Pravoslavne ohridske arhiepiskopije